# 1873 год в истории железнодорожного транспорта
1873 год в истории железнодорожного транспорта

## События

### В России
- В России на всех действующих железнодорожных линиях введено «Положение о сигналах», явившееся первым официальным документом по сигнализации и безопасности движения.[1]
- В России купцом Петром Губониным основан Брянский машиностроительный завод.
- Была построена линия Здолбуново — Ровно — Ковель Ковельской железной дорогой[2].
- Основан Запорожский механический завод.

### В мире
- В Мексике проложена железнодорожная линия Веракрус — Мехико.[1]
- Построен первый участок «Железная дороги из Антофагасты в Боливию».
- В Перу открыт разъезд Тиклио — до 2006 г. самая высоко расположенная станция мира.

## Новый подвижной состав
- Американский инженер Ламм (Lamm) построил первый бестопочный паровоз.